# ポーランド軍団

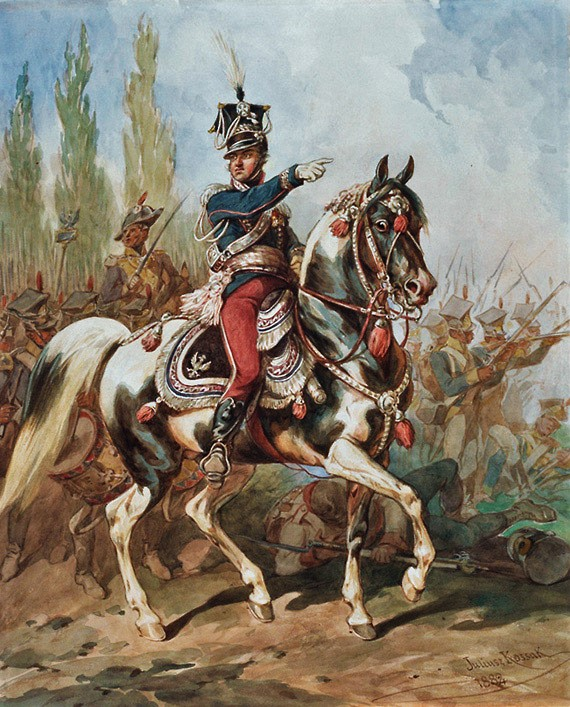
ヤン・ヘンリク・ドンブロフスキ

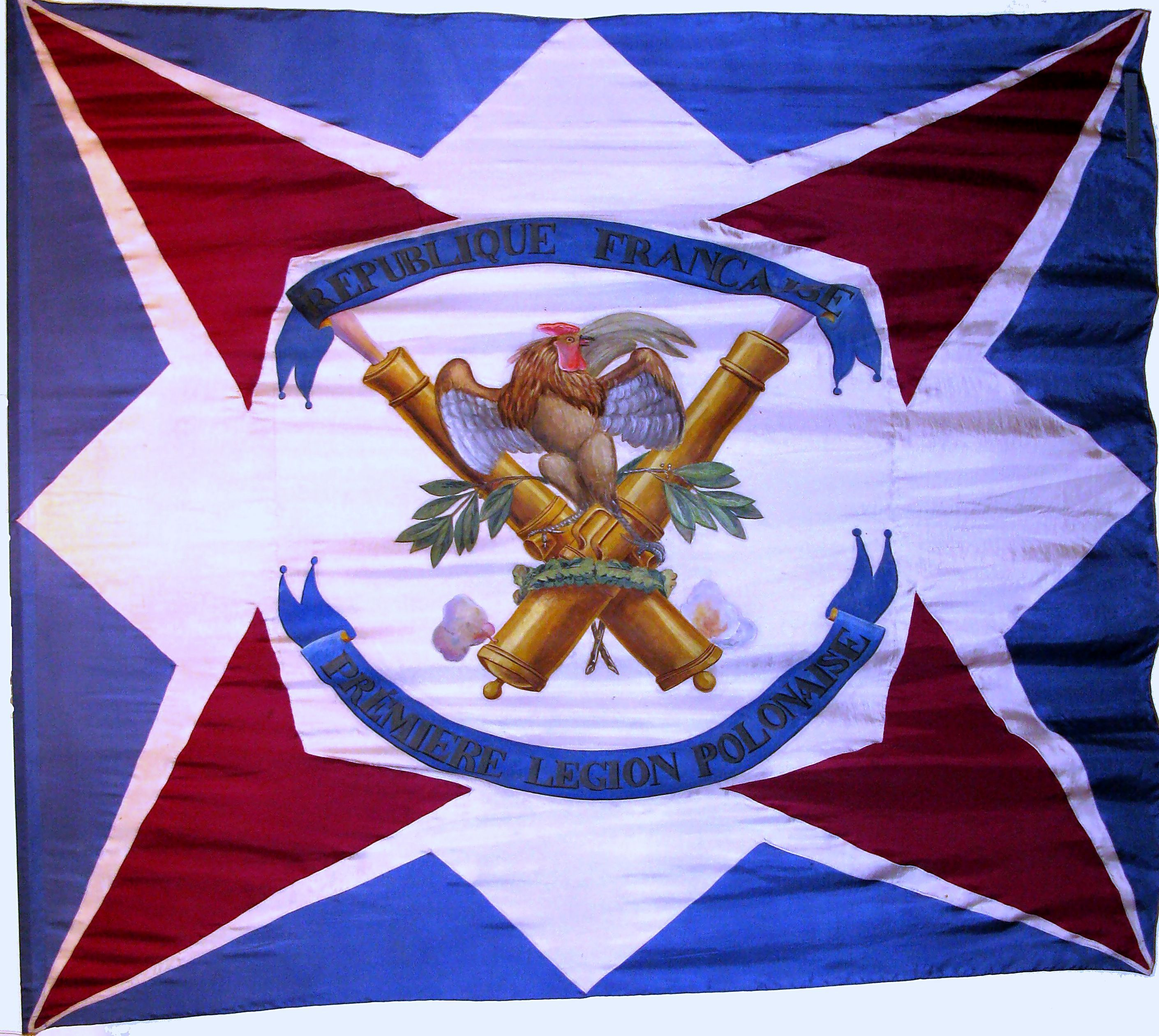
イタリア戦線の第1ポーランド軍団の軍旗

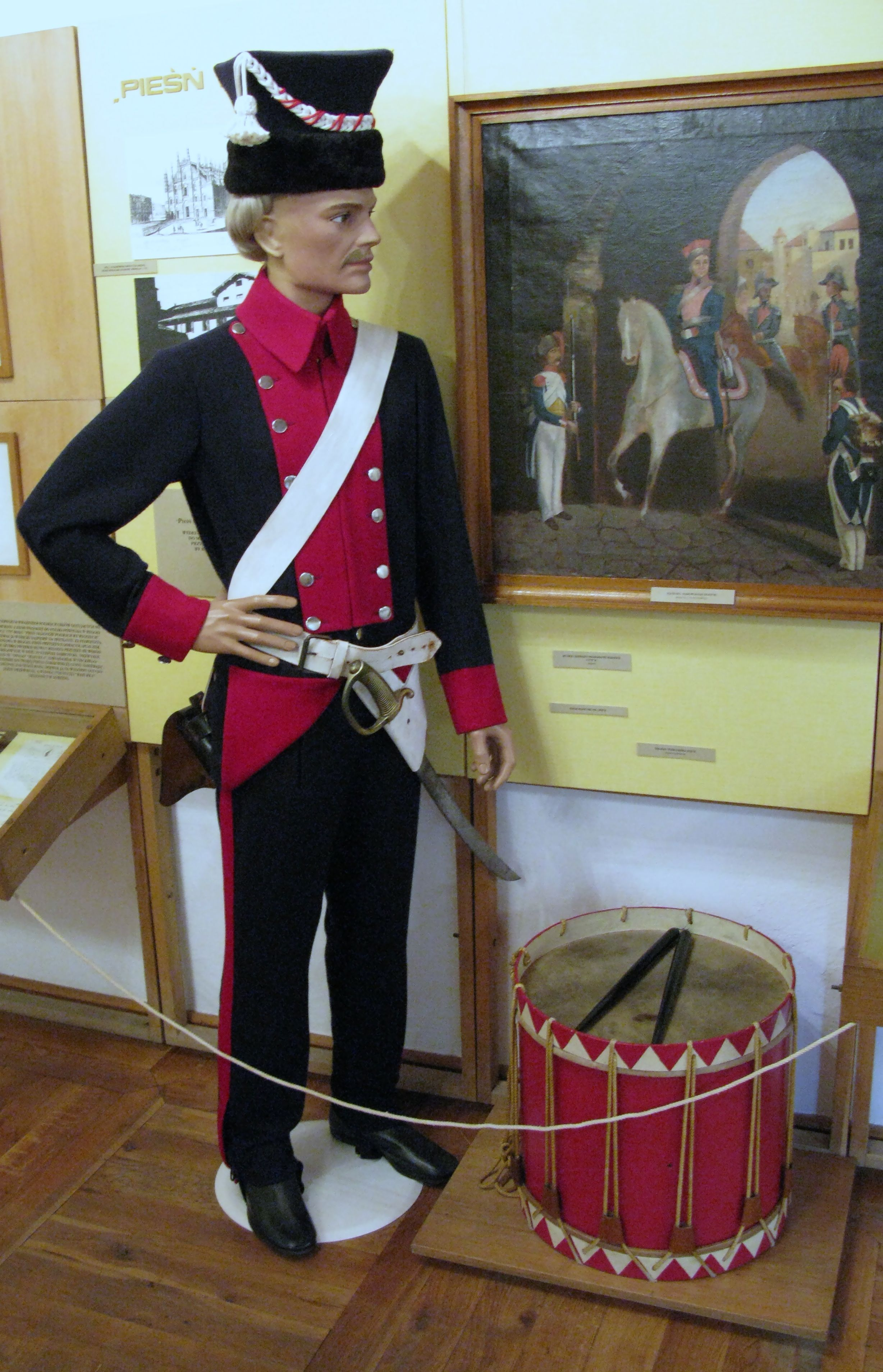
イタリア戦線でのポーランド軍団兵

ナポレオン時代のポーランド軍団 (フランス語: Légions polonaises  ポーランド語: Legiony Polskie we Włoszech)は、主に1797年から1803年までフランス大陸軍に参加していた亡命ポーランド人部隊の総称。一部はナポレオン戦争末期の1815年まで生き延びた。

## 概要
1795年、第三次ポーランド分割が行われ、ポーランド・リトアニア共和国が滅亡した。この時、多くのポーランド人は、分割に参加したプロイセン、オーストリア、ロシアを敵に回した革命フランスが救援に来てくれると考えた。そのため多くの旧ポーランド軍将兵がフランスやその衛星国・姉妹共和国に移住し、フランス軍に投じた。その数は、短期間のうちに数千人にまで膨れ上がった。彼らはナポレオン・ボナパルトの後押しを受け、フランス軍内で旧ポーランド軍の軍制を持ちポーランド人将校が指揮する部隊を結成した。これがフランス下に亡命したポーランド軍、いわゆるポーランド軍団である。主な指揮官として、ヤン・ヘンリク・ドンブロフスキ、カロル・クニャジェヴィチ、ユゼフ・ヴィビツキなどが知られている。
ポーランド軍団は、西インド諸島からイタリア、エジプトに至るまで、ほとんどのナポレオン戦争中の戦闘に参加した。1807年にフランスのもとでワルシャワ公国が建設されると、ポーランド軍団の将兵の多くがユゼフ・ポニャトフスキのもとに集い、ワルシャワ公国軍の中核をなした。この軍は1809年の対オーストリア戦争で勝利をおさめ、ナポレオンの諸遠征に帯同したが、1812年のロシア遠征を経て、ナポレオンの帝国やワルシャワ公国とともに衰亡へ向かった。

## 変遷と兵数
「ポーランド軍団」と呼ばれる集団の存在時期は、歴史家たちの間でも認識が定まっていない。ポール・ロバート・マゴックシーは、その全盛期が1797年から1801年あたりであったとしている。イェジ・ヤン・レルスキは、ポーランド軍団がフランス軍を構成する組織として存在したのは1797年から1803年までであるとしている。ノーマン・デイヴィスは、その存在期間は5年ないし6年だったとしている。ポーランド百科事典（Encyklopedia PWN）には、17917年から1801年まで機能した軍団であった（1801年に半旅団に改組）と記されている。WIEM百科事典（WIEM Encyklopedia）では、ハイチ遠征で軍団を構成する兵のほとんどが死亡した1803年をもって軍団の終焉としている。一方で、1803年以降も小規模ながら存在したポーランド人部隊、特に1808年から1813年まで活動したヴィスワ軍団などまで含めて「ポーランド軍団」の存在時期を規定している場合もある。
ポーランド軍団を形成した兵数（最盛期）も、2万人から3万人まで諸説ある。WIEM百科事典は、1803年の時点で2万1000人と推定している。デイヴィスやマゴックシーは、1802年から1803年の時期で2万5000人と推定している。 Bideleuxやジェフリーは、1801年の時点で3万人という数を出している。農民出身の兵が大部分を占め、貴族階級の兵は10パーセントほどしかいなかった。

## 成立
1795年の第三次分割でポーランド・リトアニア共和国が消滅したとき、多くのポーランド人がフランスに期待をよせた。革命が進行していたフランスでは、ポーランドで滅亡前夜の1791年に一時期成立した5月3日憲法が高く評価されていたためである。しかもフランスは、ポーランド分割に参加したプロイセン、オーストリア、ロシアをすべて敵に回して戦っていた。パリでは、フランツィシェク・クサヴェリルィ・ドモホフスキ率いるデプタツィア(Deputacja) やユゼフ・ヴィビツキ率いるアゲンツィア (Agencja)という2つの亡命政府が成立していた。これに続いて、多くのポーランド人がフランスやフランス占領下のイタリアに移住してきた。アゲンツィヤはフランス総裁政府にかけあい、ポーランド人部隊を創設することを認められた。ただし、共和暦3年憲法ではフランス領内で他国軍を使うことを禁じていたため、ポーランド人部隊はイタリアに建設されたチザルピーナ共和国で運用されることになった。
ポーランド軍団の中心人物となったのが、ヤン・ヘンリク・ドンブロフスキである。ポーランド・リトアニア共和国の上級将校だった彼は、祖国の分割後の1796年にパリへ、次いでミラノへ赴き、当時ポーランド人を自軍の増強に使おうと考えていたナポレオン・ボナパルトに協力することで分割者たちからポーランドを解放しよう、という持論を説いた。まもなくドンブロフスキはチザルピーナ政府から、ポーランド軍団の創設を認められた。ナポレオンが起草したこの協定は1797年1月9日に調印され、ここにポーランド軍団が成立した。

## 沿革

### 第一次対仏大同盟: イタリアのポーランド軍団
ドンブロフスキの軍団に入ったポーランド人兵はロンバルディアの市民権を与えられ、他の軍団と同等の給与を受けた。またポーランド軍団は、若干のフランスやロンバルディアのマークを付けただけの独自のポーランド風の軍服を用いたり、ポーランド語で指揮を取ったりすることも認められた。1797年2月初頭の時点でポーランド軍団の兵数は1200人ほどだったが、まもなくオーストリア軍から脱走してきた大勢のポーランド兵が参加した。
ドンブロフスキのポーランド軍団の最初の戦場は、イタリアにおける、オーストリアとその同盟者に対する戦線であった。1797年5月、彼らはマントヴァに駐屯し、月末までにブレシアでの反乱鎮圧に参加した。4月末までに、軍団の兵数は5000人まで増加した。ドンブロフスキは、さらにオーストリア領に侵攻して旧ポーランド領のガリツィアまで攻め上るよう主張したが、ナポレオンに却下され、引き続きイタリア戦線で戦うことになった。4月、ポーランド軍団はヴェローナで発生した反乱「ヴェローナの復活祭」の鎮圧に携わった。この月、フランスとオーストリアの間でレオーベン条約が結ばれ、フランスのポーランド兵は大いに失望した。しかしドンブロフスキは、これで対オーストリア戦争が終わったわけではないと見抜いていた。
この後、フランスのポーランド軍団はドンブロフスキの一個軍団だったのが、二個軍団に増設されている。オットー・フォン・ピフカとミシェル・ロフェは、1797年5月にポーランド軍団が二個軍団に再編されたとしている。それによれば、第1軍団はカロル・クニャジェヴィチ、第2軍団はユゼフ・ヴィエルホルスキが率い、兵数はそれぞれ歩兵3750人（砲兵除く）とされた。一方でデイヴィスは、第2軍団の創設は1798年で、その司令官はユゼフ・ザヨンチェクだったとしている。1797年7月には、レッジョ・エミリアで起きた反乱の鎮圧に参加した。

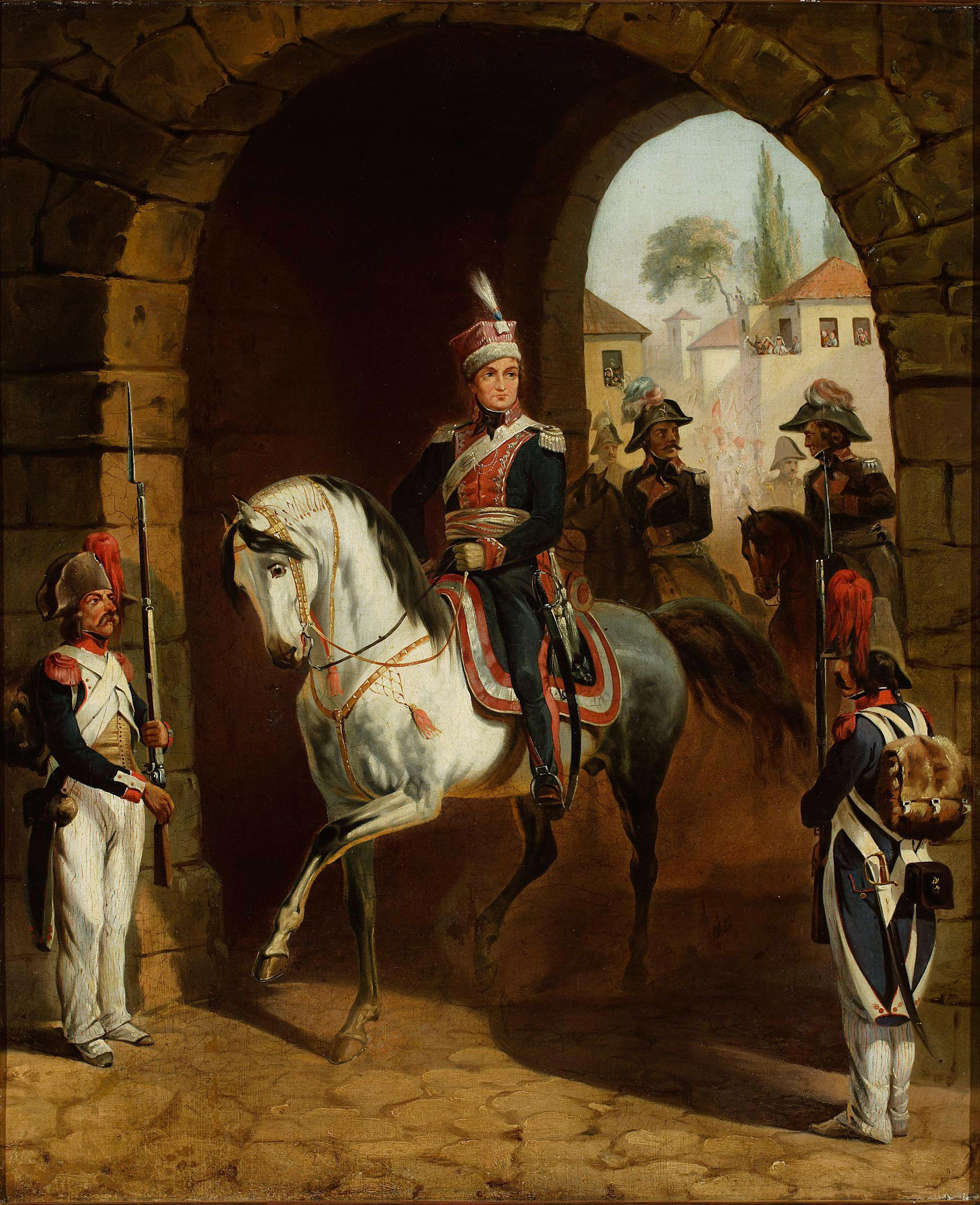
ローマに入城するドンブロフスキ (ヤヌアルィ・スホドルスキ画)

1797年1月18日、カンポ・フォルミオ条約が結ばれ、正式に戦争が終結した。それでもポーランド軍団はなお次の戦争を求めていて、彼らはチザルピーナで最も親仏的な外国人部隊だと見なされていた。1798年、ポーランド人部隊はフランス軍の教皇領進出をたすけ、いくつかの農民反乱を鎮圧し、5月3日にローマに入城した。ドンブロフスキは、ここでローマの代表から数々の品を受け取った。これは元をたどると、かつて1683年の第二次ウィーン包囲でオスマン帝国を破ったポーランド王ヤン3世ソビエスキがローマに贈ったもので、中にはオスマン軍の軍旗もあった。これ以降、ポーランド軍団は自らの軍旗の一部分にこのオスマン軍旗のデザインをあしらうようになった。
1798年末まで、クニャジェヴィチ率いる軍団は、反フランス姿勢をとったナポリ王国と戦い、12月4日のチーヴィタ・カステッラーナの戦いで勝利を収めた。その後、占領したガエータから補給物資が届き、アンジュジェイ・カルヴォフスキ率いる騎兵軍団を新設することができた。その後、ポーランド軍団はマリアーノ・ヴェーテレ、ファラーリ、カルヴィ、カプアでの戦いに貢献し、ナポリ王国は1月23日に降伏した。

### 第二次対仏大同盟: イタリア戦線
1798年末から1799年初頭、第二次対仏大同盟戦争が勃発した。この戦争が始まって1年するころには、ポーランド軍団の規模は約1万人に達していた。しかし、ナポレオンがフランスの精鋭部隊とともにエジプト遠征から帰ってこないところで対仏同盟軍がイタリアに侵攻してきたため、ポーランド軍団の直面した状況は以前よりも厳しいものだった。1799年は、ポーランド軍団が多大な犠牲を払った年となった。この年の6月17日から19日にかけて、ドンブロフスキ率いる第一軍団はトレッビアの戦いでロシア軍と戦い、敗れた。軍団を構成する五個大隊のうち、生き残ったのはわずか二個大隊で、ドンブロフスキ自身も負傷した。ポーランド軍団はノヴィの戦い (7月15日) や第二次チューリッヒの戦い (9月26日)にも参戦した。
第2軍団の損害もひどかった。アディジェ川の戦い (1799年3月26日 – 4月5日) では、4000人の兵のうち半数から3分の2が戦死するという大打撃を被った。マグナーノの戦い (4月5日) では、フランツィシェク・リュムキェヴィチ大将が戦死した。残存兵はマントヴァの守備兵に加えられたが、ここも間もなくオーストリア軍に包囲された。このマントヴァ包囲戦の末、7月にフランス軍司令官フランソワ＝フィリップ・ド・フォワサック＝ラトゥールは降伏を決断した。ユゼフ・ヴィエルホルスキ配下のポーランド兵たちは勝者のオーストリア軍から「オーストリアの脱走兵」と見なされ、暴行を受けた末にオーストリア軍に強制的に編入されるかオーストリア領ポーランドへ送還された。これをもって第2軍団は消滅したが、ごく一部のポーランド人兵が脱出に成功した。フランス軍の中でもフランス人は特に攻撃を受けぬまま撤退を許された。

### 第二次対仏大同盟: ドイツ戦線
チザルピーナ共和国が全土をオーストリアに占領され一時滅亡したこにともない、ポーランド軍団はフランスで再編された。統領政府の第一統領の地位に上ったナポレオンにより、フランス軍内で外国人部隊が働くことが正式に認められたためである。1800年2月10日、イタリア方面で戦っていたフランス諸軍の残存兵がマルセイユで新設のイタリア軍団 (La Legion Italique) に再編された。その兵力は9000人（まもなく5000人に削減）で、イタリア方面軍の一部を構成することになった。彼らはペスキエーラやマントヴァでの戦いに参加した。
1800年もしくは1799年 (文献によって異なる)、カロル・クニャジェヴィチが6000人からなるポーランド第3軍団（ドナウ軍団、ライン軍団とも）を創設し、バイエルンでオーストリア軍と戦った。カルヴォフスキ率いる騎兵隊を主力とするこの軍団は、ライン方面軍に加わり、ベルク、ベルンハイム、オッフェンブルクなどでの戦闘に参加し、パースドルフの休戦（7月15日）以降はフィリップスブールを守備することになった。1800年12月3日には、ホーエンリンデンの戦いにも参加している。しかしデイヴィスによると、このフランスの大勝に終わった戦闘後、オーストリア軍を追撃して12月25日に終戦に至るまでの間に、ポーランド軍団は莫大な犠牲者を出している。
リュネヴィルの和約 (1801年2月9日)の後、ポーランド軍団はその規模を縮小された。その上この和約ではポーランドについて一切の言及が成されず、ポーランド人たちを失望させた。ポーランド軍団は、エトルリア王国での治安維持の任務に回された。彼らはいつまでたってもポーランド国家復興につながるような戦役に参加できなかったため、その士気は下がる一方だった。クニャジェヴィチはじめ多くの将兵が、自分たちはフランスに利用されただけだと感じ、軍団を去っていった。しかしドンブロフスキはとどまり、3月に残存していた第1・第3軍団をミラノで2つの軍団（それぞれ兵力6000人）に再編した。同年12月21日、このポーランド二個軍団はフランス政府により三個半旅団に再編された。旧第1（イタリア）軍団は第1、第2外人半旅団 (1er and 2e Demi-Brigade Étrangère)の中核を、旧第3（ドナウ）軍団は第3外人半旅団 (3e Demi-Brigade Étrangère)を形成することになった。

### ハイチ戦役

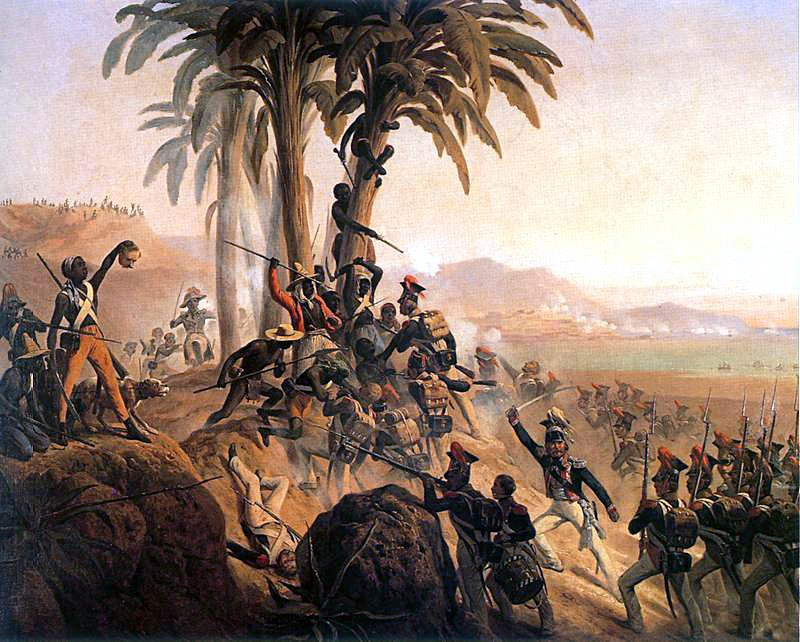
サン＝ドマングで戦うポーランド軍団 (ヤヌアルィ・スホドルスキ画)

1802年、フランス政府は不満分子となっていたポーランド軍団のほとんど（二個半旅団5280人）を、はるか西方カリブ海のサン＝ドマング（ハイチ）で起きた革命の鎮圧に差し向けた。 ナポレオンとしては、サン＝ドマング植民地を維持したい一方で、自身のフランス軍本体は近場のヨーロッパでの戦争で使うため温存したかった。そこでポーランド軍団が、ドイツ人やスイス人、その他ナポレオンの寵を失ったフランス軍部隊とともに送られることになったのである。
ハイチ戦役で、ポーランド軍団は壊滅状態に陥った。わずか2年足らずで、5280人の兵が戦闘や熱帯病（特に黄熱病）によりわずか数百人にまで減ってしまった。1803年にフランスがハイチからの撤退を決断するまでに、約4000人のポーランド人がハイチで亡くなった。生存者のうち、約400人は島にとどまり、数十人が近隣の島やアメリカへ移住し、約700人がフランスへ帰還した。兵数については、ボフダン・ウルバンコフスキは派遣されたのが6000人、帰国できたのが330人としている。
ポーランド人にとって、遠く離れた植民地でフランスのために、しかも自分たちと同じように独立を目指している人々と戦うというのは、ほとんど意味を見出せないことであった。ハイチでは、革命の際にかなりの数のポーランド人たちが革命へ共感して部隊単位でフランスを捨て、ジャン＝ジャック・デサリーヌとともに戦った、という伝説が今でも語られている。実際に革命側に寝返ったポーランド人は、150人ほどであった。多くの愛国的ポーランド人がカリブ海に散ったことで、ポーランド復興の機運は大きく後退した。またこの出来事は、ポーランド人の間で、今まで好意をもってくれていると信じていたフランスやナポレオンに対する強い不信感を植え付けることになった。

### 第三次・第四次対仏大同盟

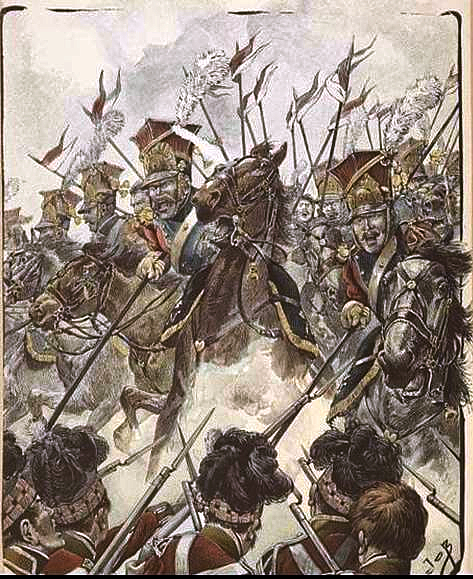
スコットランド歩兵の戦列に突撃するポーランド槍騎兵

第三次対仏大同盟戦争中の1805年までに、イタリアのポーランド人部隊は第1ポーランド軍団(1e Legion Polonaise)と改称され、イタリア王国軍に編入された。1806年、旧ドンブロフスキ軍団および旧クニャジェヴィチ軍団に属していたすべての残存部隊が、一個歩兵連隊と一個騎兵連隊からなる一個半旅団に再編され、ナポリ王国軍に編入された。この半旅団は1805年11月24日のカステル・フランコの戦いでオーストリア軍を撃退したが、1806年7月3日のサンテウフェミーア・ア・マイエッラの戦いで大敗を喫した。その他、多くのポーランド人将校がフランス軍や同盟諸国軍で戦っていた。
第四次対仏大同盟戦争中、ナポレオンはプロイセン軍からのポーランド人脱走を促進させる意図で、1806年9月20日にユゼフ・ザヨンチェク率いる「北方軍団」の創設を宣言した。ただしナポレオン自身、ポーランド問題への関与を望んでいなかったこともあり、「北方軍団」は純粋なポーランド軍団とはならず、ナポレオンの言葉通り「北方の子どもたち」の寄せ集めという形になった。北方軍団を含むフランス軍はザクセンでのイェナの戦いでプロイセン軍を破り、ついにドンブロフスキらポーランド人兵がかつてのポーランド領内（ポズナン付近）に入った。この結果、この北方軍団には多数の志願兵が流入してきた。翌年、ロシア軍を破ったナポレオンはティルジットでロシア皇帝アレクサンドル1世と会見し、ティルジットの和約が結ばれた。ここで、フランスの管理下で小規模なポーランド国家「ワルシャワ公国」が創設されることが決まった。

### ワルシャワ公国成立後: ヴィスワ軍団
1797年から1803年までが、「ポーランド軍団」の主な活動時期とみなされている。これ以降、フランス軍やナポリ軍にとどまりイタリアで戦った者も一部にはいたが、大部分の古参兵は1807年にワルシャワ公国軍に参加した。1807年2月、イタリアのフランス陣営に残っていたポーランド歩兵・騎兵はシュレージエンのヴロツワフ付近でポーランド・イタリア軍団 (PolaccoItalienne)に再編された。この軍団には、最近解放された旧ポーランド領,編成された2個歩兵連隊が新たに参加した。1808年2月21日、ポーランド・イタリア軍団はフランスへ呼び戻され、他のフランス部隊にいたポーランド人を吸収したうえでフランス軍に統合された。3月31日、この軍団は正式にヴィスワ軍団 (Légion de la Vistule, Legia Nadwiślańska)と名付けられた。1808年半ばまでに、ヴィスワ軍団は6000人規模になった。ヴァグラムの戦い (1809年7月5–6日)でオーストリアを屈服させたナポレオンは、捕虜としたポーランド人を用いて第2ヴィスワ軍団を創設しようとしたが、思うように志願者が増えず、結局フランス軍への参加を決めた者は1810年に本来のヴィスワ軍団に編入された。

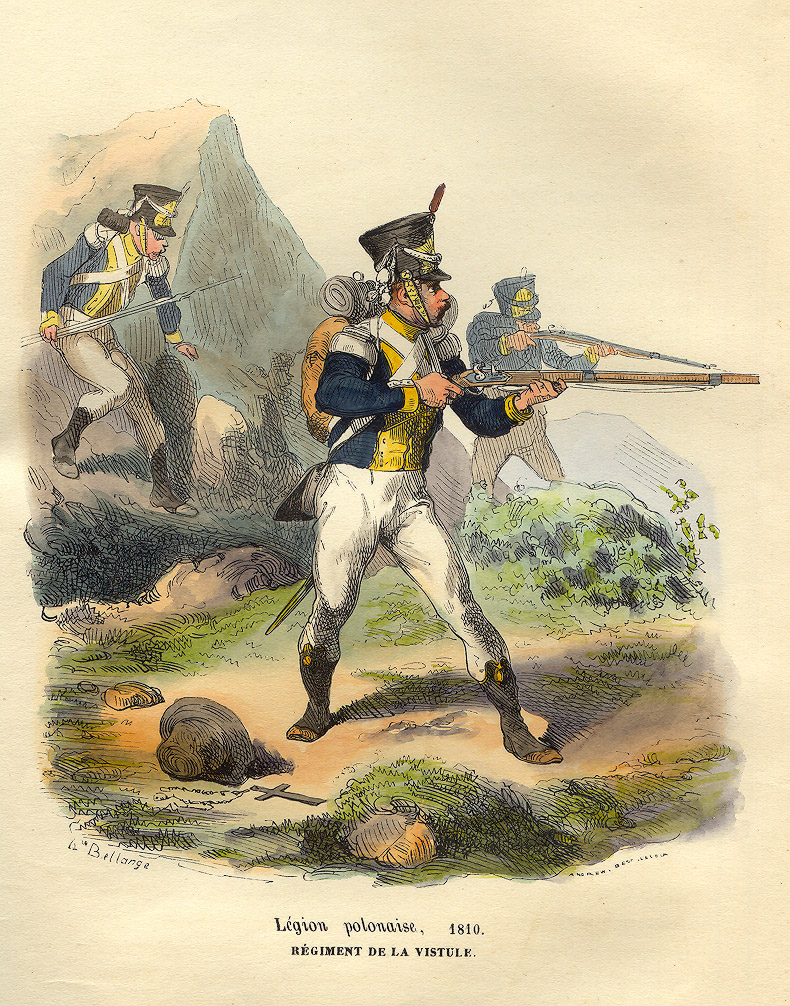
ヴィスワ軍団のポーランド歩兵

スペインでの半島戦争 (1809年–1814年)に参加したヴィスワ軍団は、サラゴサ包囲戦で勇名をはせた。フエンヒローラの戦いでは、わずか400人のポーランド部隊が10倍近くのイギリス・スペイン連合軍を破り、敵の指揮官アンドリュー・ブレイニーを捕虜とする大戦果を挙げた。他にも、皇帝近衛部隊やシェヴォー・レジ連隊のポーランド人部隊が1808年のソモシエラの戦いに参加している。ヴィスワ・ウーランとして知られるポーランド人槍軽騎兵隊もスペインで戦った。1811年のアルブエラの戦いでは、彼らはイギリス軍の歩兵旅団を壊滅させた。これに衝撃を受けたイギリスは、ポーランド人にならった軍服や装備をもった独自の槍騎兵隊を創設した。

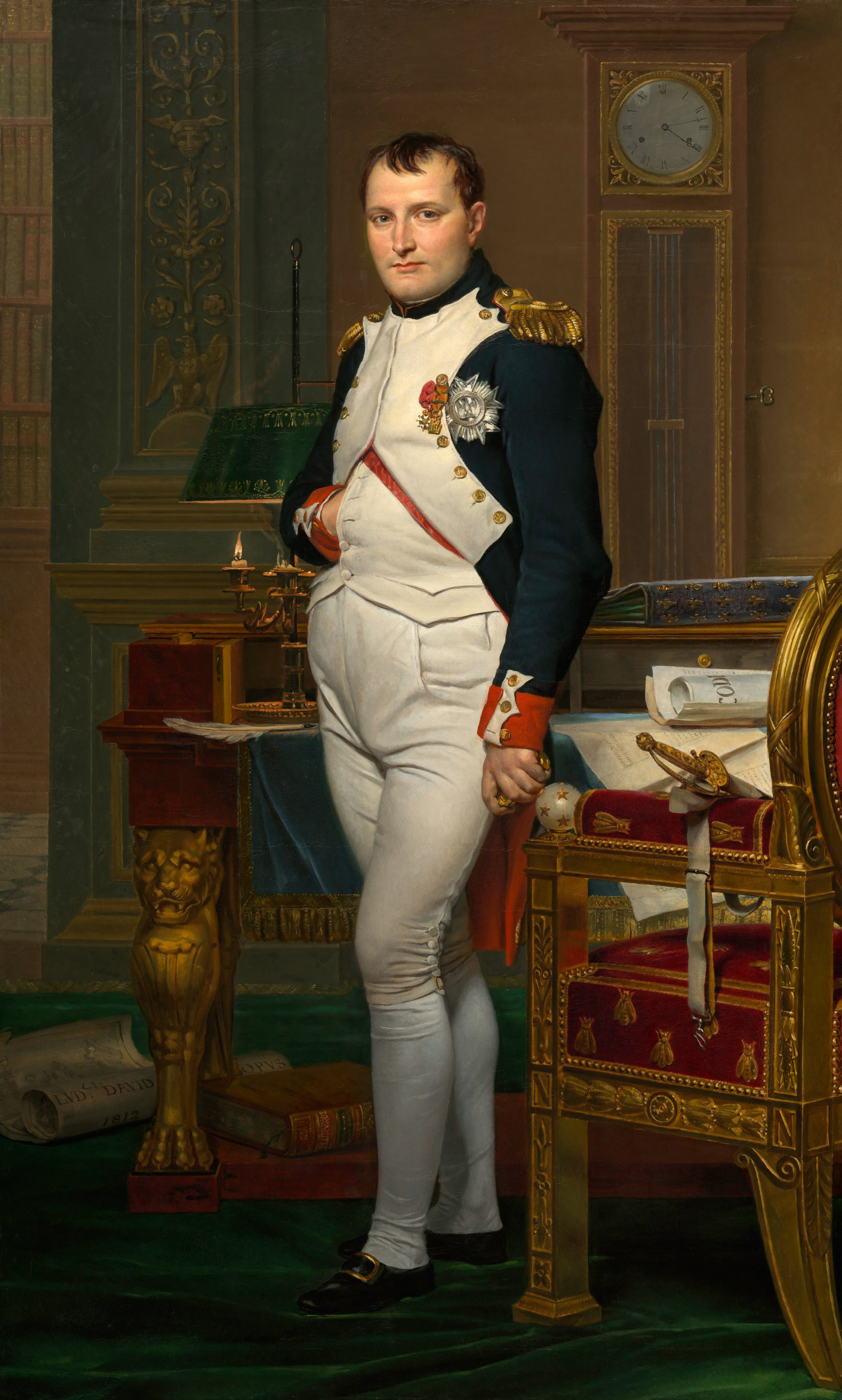
ナポレオン・ボナパルト（1812年）

1812年、ナポレオンのロシア遠征の際に、ポーランド人やリトアニア人もポーランド・リトアニア共和国の復活を夢見て大陸軍に入り参加した。1812年初頭にスペインから撤収したヴィスワ軍団は1個師団（定数10,500人、ただし実際にこの数を満たすことはなかった）に再編され、ナポレオン軍に加わった。ポーランド人兵全体でみると、約60万人のフランス大陸軍のうち98,000人を占める彼らは、外国人部隊としては最大勢力となっていた。ヴィスワ軍団のウーランは、先鋒の近衛隊として大陸軍の中でも最初にネマン川を越えロシア領内に侵入し、最初にモスクワに入城した。ボロジノの戦いでは、ポニャトフスキが個人的にナポレオンの命を救う功を建て、ポーランド兵もフランス軍の勝利に貢献した。その後、フランス軍が撤退に転じると、ポーランド部隊は最後尾で殿を務めさせられた。それゆえ、後世ではポーランド部隊が「最初にロシアに入り、最後にロシアを離れた」と評されている。この戦役の間に、ポーランド部隊は壊滅的打撃を被った。ロシアに侵攻したときの9万8000人のうち、帰還できたのはわずか2万6000人だった。精鋭のヴィスワ軍団に限ると、当初の約7000人のうち、帰還したのはたった1500人だった。
ナポレオンがロシアから逃げ帰ったのち、ワルシャワ公国はプロイセンとロシアに占領された。それでもなおポーランド軍団はナポレオンに従い続け、ライプツィヒの戦い (1813年15日–19日、ユゼフ・ポニャトフスキ戦死)やハーナウの戦い (1813年10月30日–31日)に参加して大損害を受けた。1814年初頭、スダンでポーランド軍団が再編され、ソワソンの戦い、ランスの戦い、アルシー＝シュール＝オーブの戦い、サン＝ディジエの戦いに投入された。しかしナポレオンはついに第六次対仏大同盟の前に屈して退位させられ、エルバ島へ追放された。この時、唯一近衛部隊としてナポレオンに同行が許されたのがポーランド・ウーラン部隊だった。大部分のポーランド兵は旧ポーランド領域に帰ったが、1815年にナポレオンがエルバ島を脱出してフランスに返り咲いた際、ゴラシェフスキ大佐率いる325人ほどのポーランド部隊がこの百日天下に従い、ワーテルローの戦いにも参加した。その一部は、ナポレオンが最後の敗北を喫してセントヘレナ島へ流される際にも、これに付き従ったと言われている。

## 評価と後世への影響
ポーランド人やポーランド軍団は、ポーランド国家復活への関心が薄かったナポレオンに利用されただけだった、というのが大部分の歴史家たちの見解である。同時代のポーランド人の中でも、タデウシュ・コシチュシュコなどはポーランド軍団と対仏協力に懐疑的だった。彼はポニャトフスキやドンブロフスキとともに、ポーランド・ロシア戦争やコシチュシュコの蜂起などで最後までポーランド・リトアニア共和国の存続のために戦い、ロシアの捕虜となり後に釈放された人物であるが、ナポレオンは恒久的なポーランド国家復活を志していないとしてポーランド軍団への参加を拒否した。1807年にワルシャワ公国が建設された際も、コシチュシュコはこれがナポレオンの単なる方便に過ぎないとして否定的だった。それでもなお現代ポーランドでは、ポーランド軍団の記憶は根強く残っていて、ナポレオンがポーランドを解放した英雄として語られることも多い。 ナポレオンが、800人のポーランド兵は8000人の敵兵に匹敵すると述べたという伝説も知られている。
ポーランド軍団は目的を完全に達することなく解体したが、列強支配下のポーランドでは早い段階で伝説となり、フランス革命の民主思想が浸透するのを助けた。またポーランド軍団はワルシャワ公国軍の、後にはロシア支配下のポーランド立憲王国軍の中核として残った面もあった。
もう一つ、ポーランド軍団の名を現代に伝えているのが、現在のポーランド国歌「ドンブロフスキのマズルカ」である。作者ユゼフ・ヴィビツキは、ポーランド軍団の主要人物の一人だった。「ドンブロフスキのマズルカ」の中では、ドンブロフスキのポーランド軍が「イタリアからポーランドへ」行進してポーランドを再興する、というくだりが繰り返される。冒頭の「ポーランドは未だ滅びず　我らが生きる限り」とは、まさにポーランド軍団の姿を歌ったものである。

## 歴史小説
- Michael Large, Song of the Legions, 2011, a novel about the origin of the Polish Legion, ISBN 978-0-9568853-0-2.